# Wniebowstąpienie (film 1976)
Wniebowstąpienie (ros. Восхождение Woschożdienije) – czarno-biały film radziecki z 1976 roku, w reżyserii Łarisy Szepitko.
Literacką podstawą tego obrazu było opowiadanie Sotnikow (1970) białoruskiego pisarza Wasila Bykaua (Bykowa). W 1977 roku na Międzynarodowym Festiwalu Filmowym w Berlinie Wniebowstąpienie zostało nagrodzone Złotym Niedźwiedziem oraz nagrodami FIPRESCI i OCIC. Ponadto zdobyło nagrodę główną na WFF w Rydze w 1977 roku. W Polsce film miał 310 tys. widzów. Był ostatnim ukończonym przed tragiczną śmiercią twórczyni w wypadku samochodowym w 1979 roku.

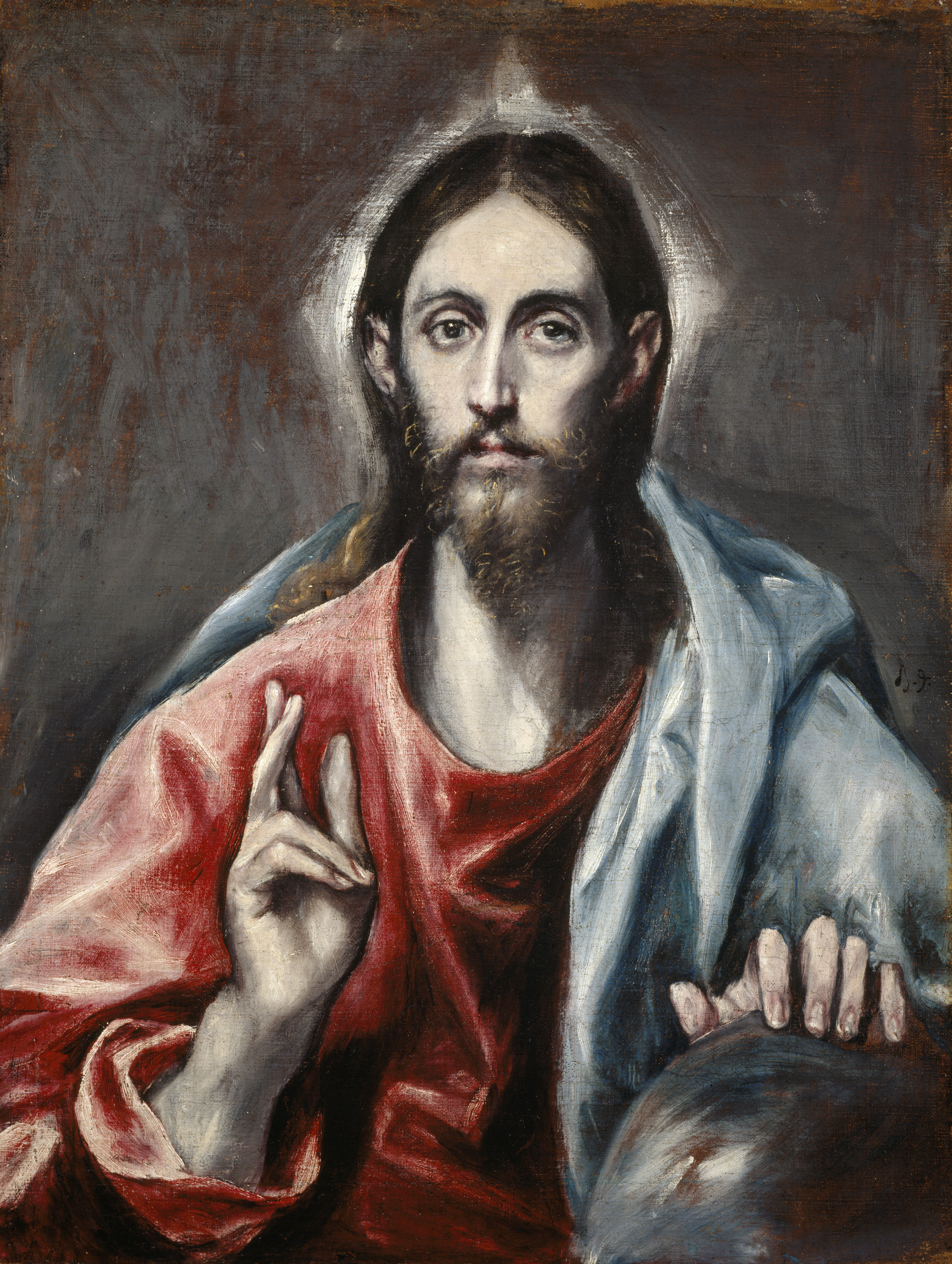
Chrystus Zbawca świata w ujęciu El Greca (wygląd Sotnikowa odwołuje się do podobnych wyobrażeń)

## Treść
Akcja filmu toczy się podczas II wojny światowej zimą 1942 roku i opisuje wędrówkę dwóch radzieckich partyzantów, wysłanych przez dowódcę w poszukiwaniu żywności. Głodni i bez możliwości zdobycia pożywienia, wędrują w otwartym terenie zajętym przez okupantów niemieckich. Podczas wymiany strzałów z wrogiem, jeden z nich – Sotnikow zostaje ranny. Próbuje popełnić samobójstwo, lecz jego towarzysz Rybak ratuje go z opresji. Docierają do chaty na uboczu, a jej właścicielka Awginia na widok nadciągającej obławy zmuszona jest ukryć partyzantów. Zdradza ich atak kaszlu Sotnikowa. Zostają ujęci i przesłuchiwani przez śledczego Portnowa – przed wojną partyjnego aktywisty i agitatora, a teraz kolaboranta. Stawiający opór Sotnikow jest poddawany torturom, natomiast Rybak godzi się na współpracę. Sotnikow ginie w publicznej egzekucji, a Rybak w ostatniej scenie, już jako zwerbowany do policji kolaborant, próbuje popełnić samobójstwo.
Skrajnie różne postawy – bohatera Sotnikowa i zdrajcy Rybaka oraz towarzyszących im osób są przejmującą ilustracją i dogłębną analizą postaw obywateli ZSRR wobec niemieckiego okupanta podczas II wojny światowej. W filmie radzieckim po raz pierwszy ukazano je z taką jawnością i szczerością.

## Główne role
- Władimir Gostiuchin – Kola Rybak
- Boris Płotnikow – Borys Sotnikow (głos: Aleksandr Diemjanienko)
- Anatolij Sołonicyn – śledczy Portnow
- Ludmiła Poljakowa – Awginia Okuń (Demczycha)
- Siergiej Jakowlew – starosta Piotr Sycz
- Nikołaj Siektimienko – Staś Gamaniuk, policjant
- Aleksandr Pjatkow – „Rudy”, żołnierz niemiecki
- Wasilij Krawcow – niemiecki oficer
- Wiktoria Goldentuł – Basia Majerówna
- Maria Winogradowa – żona sołtysa

## Nagrody
- Nagroda Główna na Wszechzwiązkowym Festiwalu Filmowym w Rydze (1977)
- Złoty Niedźwiedź oraz nagrody FIPRESCI i OCIC na XVIII Międzynarodowym Festiwalu Filmowym w Berlinie Zachodnim (1977)[2]

## Głosy krytyków
Szepitko zinterpretowała wojenną historię jako przypowieść zawierającą pasyjny motyw Judasza i Chrystusa. Ten charakter podkreślają dialogi, kompozycja kadrów, tło dźwiękowe: w tych symbolicznych odwołaniach do Wielkiego Piątku widz znający Ewangelię dostrzeże bez trudu paralelizmy. (...) Krótko po premierze filmu krytycy w Polsce dostrzegali wyraźnie nawiązanie do tradycji chrześcijańskiej: twarz Sotnikowa przypomina Chrystusa z obrazów El Greca, zaś Rybak to zarówno apostoł Piotr (z początku odważny i pewny siebie) jak Judasz (jako zdrajca).